# Home Chef
Home Chef — американская компания из Чикаго, штат Иллинойс и одноименный веб-сайт, онлайн-сервис, занимающийся доставкой еды и комплектов еды, который еженедельно доставляет предварительно подготовленные порционные ингредиенты, а также рецепты приготовления своим подписчикам в США. По данным компании, ежемесячно она доставляет своим подписчикам три миллиона обедов.
24 мая 2018 года американская сеть супермаркетов Kroger объявила о приобретении Home Chef за 200 миллионов долларов с дополнительными 500 миллионами долларов в виде премии, если Home Chef выполнит определенные цели. Приобретение было закрыто в конце июня 2018 года, а наборы для еды начали продаваться в магазинах Kroger в середине 2018 года.

## Обзор
Home Chef — это сервис доставки еды, который предоставляет коробку предварительно подготовленных порционных свежих ингредиентов, готовых к приготовлению, непосредственно потребителям. Имея распределительные центры в Чикаго, Лос-Анджелесе и Литонии, штат Джорджия, Home Chef доставляет еду во все 48 континентальных штатов. . Каждый набор для еды поставляется вместе с перерабатываемой упаковкой, предварительно подготовленными порционными ингредиентами и инструкциями по приготовлению еды. Ротирующееся меню включает до 15 блюд на ужин, и компания также предлагает еженедельный завтрак, обед, смузи и корзину с фруктами. В 2017 году у Home Chef был самый высокий рейтинг удовлетворенности и самая низкая убыль клиентов среди компаний на рынке наборов для еды.

## История
Основатель и генеральный директор Патрик Вихтелич основал компанию Home Chef в июне 2013 года. В сентябре 2016 года компания привлекла 40 миллионов долларов финансирования от фонда прямых инвестиций L Catterton, ориентированного на потребителей. В конце 2017 года Home Chef начала продавать свою продукцию через Walmart в дополнение к своему веб-сайту.
В конце 2018 года наборы для еды были доступны в некоторых магазинах Kroger и аптечной сети Walgreens.
В начале 2019 года Home Chef добавила функцию настройки, с помощью которой пользователь может поменять содержание белка в заказанной еде, удвоить его количество или перейти на белок более высокого качества через веб-сайт.
В августе 2019 года Home Chef запустила сервис Fresh and Easy, еще одного поставщика продуктовых наборов и службу доставки еды. Fresh and Easy доставляет свежие блюда, приготовленные шеф-поварами, а затем упакованные в пакеты с подогревом, которые клиенты затем нагревают перед подачей на стол.